# Coupe d'Europe des nations de rugby à XIII 2010
Navigation
Édition précédente
La Coupe d'Europe des nations de rugby à XIII 2010 (Alitalia European Cup en anglais), est une compétition internationale de rugby à XIII regroupant les meilleures nations européennes, excepté l'Angleterre qui dispute le Tournoi des Quatre Nations 2010. Le vainqueur de cette édition disputera le Tournoi des Quatre Nations 2011 qui se déroulera en Angleterre et au Pays de Galles.

## Classement
| Rang | Nation             | J | V | N | D | Pm  | Pe  | Diff | Pts |
| ---- | ------------------ | - | - | - | - | --- | --- | ---- | --- |
| 1    | Pays de Galles (T) | 3 | 3 | 0 | 0 | 103 | 63  | +40  | 6   |
| 2    | France             | 3 | 2 | 0 | 1 | 95  | 48  | +47  | 4   |
| 3    | Écosse             | 3 | 1 | 0 | 2 | 76  | 108 | -32  | 2   |
| 4    | Irlande            | 3 | 0 | 0 | 3 | 76  | 131 | -55  | 0   |

|  | T, tenant du titre. |

## Résultats

### Première journée
| 9 octobre 2010 15h15 | France | 58-24 (24-14) | Irlande | Parc des Sports, Avignon 14 522 spectateurs Arbitre : Phil Bentham |
| 9 octobre 2010 15h15 | Essai(s) : Casty (12e), Sadaoui (16e), Stacul (20e), Elima (26e, 55e, 76e, 78e), Gigot (41e), A. Bentley (50e), Baitieri (61e) Transformation(s) : Grésèque 4, Munoz (5) |               | Essai(s) : Hesketh (8e), Gillam (32e, 63e), O'Callaghan (36e), McNally (71e) Transformation(s) : McNally 1, Finn 1 | Parc des Sports, Avignon 14 522 spectateurs Arbitre : Phil Bentham |
| 9 octobre 2010 15h15 | |               | | Parc des Sports, Avignon 14 522 spectateurs Arbitre : Phil Bentham |

| 10 octobre 2010 | Écosse                                                                               | 22-60 (18-26) | Pays de Galles | Old Anniesland, Glasgow 787 spectateurs Arbitre : Thierry Alibert |
| 10 octobre 2010 | Essai(s) : Fisher (10e, 55e), A. Henderson (24e, 37e) Transformation(s) : Brough (3) |               | Essai(s) : Williams (5e, 43e, 71e), Kear (14e, 18e, 68e), Lennon (21e), White (25e), Thomas (50e), Emmitt (75e), James (80e) Transformation(s) : Briers (8) | Old Anniesland, Glasgow 787 spectateurs Arbitre : Thierry Alibert |
| 10 octobre 2010 |                                                                                      |               | | Old Anniesland, Glasgow 787 spectateurs Arbitre : Thierry Alibert |

### Deuxième journée
| 16 octobre 2010 | France | 26-12 (10-0) | Écosse                                                                 | Stadium municipal, Albi 6 721 spectateurs Arbitre : Phil Bentham |
| 16 octobre 2010 | Essai(s) : Vaccari (11e), Gigot (33e), Martins (48e), Simon (66e), K. Bentley (75e) Transformation(s) : Munoz (3) |              | Essai(s) : Szostack (42e), Barlow (70e) Transformation(s) : Brough (2) | Stadium municipal, Albi 6 721 spectateurs Arbitre : Phil Bentham |
| 16 octobre 2010 | |              |                                                                        | Stadium municipal, Albi 6 721 spectateurs Arbitre : Phil Bentham |

| 17 octobre 2010 | Pays de Galles | 31-30 (14-12) | Irlande                                                                                                | The Gnoll, Neath 2 165 spectateurs Arbitre : Thierry Alibert |
| 17 octobre 2010 | Essai(s) : Lennon (4e et 31e), Webster (39e), Williams (58e et 72e), Roets (68e) Transformation(s) : White (3) Pénalité(s) : Briers (1) |               | Essai(s) : Bergin (17e), McNally (20e, 77e), Boyle (46e), Ambler (63e) Transformation(s) : McNally (5) | The Gnoll, Neath 2 165 spectateurs Arbitre : Thierry Alibert |
| 17 octobre 2010 | |               | | The Gnoll, Neath 2 165 spectateurs Arbitre : Thierry Alibert |

### Troisième journée
| 23 octobre 2010 | France | 11-12 | Pays de Galles | Stadium municipal, Albi |
| 23 octobre 2010 |        |       |                | Stadium municipal, Albi |
| 23 octobre 2010 |        |       |                | Stadium municipal, Albi |

| 24 octobre 2010 | Irlande | 22-42 | Écosse | Tallaght |
| 24 octobre 2010 |         |       |        | Tallaght |
| 24 octobre 2010 |         |       |        | Tallaght |